# Barbara Kühl
Barbara Kühl (* 28. November 1939 in Heydebreck (Oberschlesien) als Barbara von Stärk) ist eine deutsche Schriftstellerin und Hörspielautorin.

## Leben
Barbara Kühl wurde in einer adeligen Familie in Oberschlesien geboren und wuchs nach kriegsbedingter Flucht auf der Insel Poel auf. Nach dem Abitur arbeitete sie als Finanzsachbearbeiterin, Lohnbuchhalterin und Sachbearbeiterin für Information und Dokumentation. In den Jahren 1962 bis 1963 war sie nebenberuflich für die Betriebszeitung und 1972 bis 1976 für die Presse tätig und arbeitete von 1978 bis 1991 als freie Schriftstellerin. Sie veröffentlichte vorwiegend Kinderbücher und wurde als Autorin von Hörspielen tätig. Sie war ab April 1991 als Ortschronistin tätig und ab 1. Januar 1994 als Redakteurin des Amtsblattes „Mäckelbörger Wegweiser“.
Von 1983 bis 1990 war Barbara Kühl Mitglied des Schriftstellerverbandes der DDR und seit 1990 des Verbands deutscher Schriftsteller. Ihr 1980 veröffentlichtes Kinderbuch Til und der Körnerdieb wurde zwei Jahre später vom Regisseur Dietmar Hochmuth für die DEFA unter dem Titel Mein Vater ist ein Dieb verfilmt.
Barbara Kühl ist verheiratet und hat zwei Kinder. Sie lebt in Bad Kleinen.

## Ehrungen
- 1980 Förderpreis des Kinderbuchverlags Berlin

## Werke  (Auswahl)
- Til und der Körnerdieb. (Erzählung), Kinderbuchverlag, Berlin 1980.
- Martin, oder Zwei linke Hände. Kinderbuchverlag, Berlin  1982.
- Fingerlang. (Hörspiel), 1982.
- Irrlichter. Kinderbuchverlag, Berlin 1986, ISBN 3-358-00523-2.
- Schlappohr und andere Erzählungen. Kinderbuchverlag, Berlin 1990 (Die kleinen Trompeterbücher, Band 195), ISBN 3-358-01565-3.
- Spurensuche. Über das ehemalige Quarantäne- und Wohnlager Losten und den Friedhof "Moidentiner Wald". Geschichte und Geschichten. Verlag Stock & Stein, Schwerin 1992, ISBN 3-910179-03-7.
- Leo, das Luder. Kinderbuchverlag, Berlin 1993, ISBN 3-358-02052-5.
- Ein irrer Vogel. Kinderbuchverlag, Berlin 1993, ISBN 3-358-02082-7.